# HD 88182
HD 88182，又名BD-11 2818，SAO 155777、HR 3988，是一颗恒星，视星等为6.24，位于銀經252.65，銀緯34.57，其B1900.0坐标为赤經10h 5m 2.3s，赤緯-11° 34.57′ 13″。